# Gimnàs (ensenyament secundari)

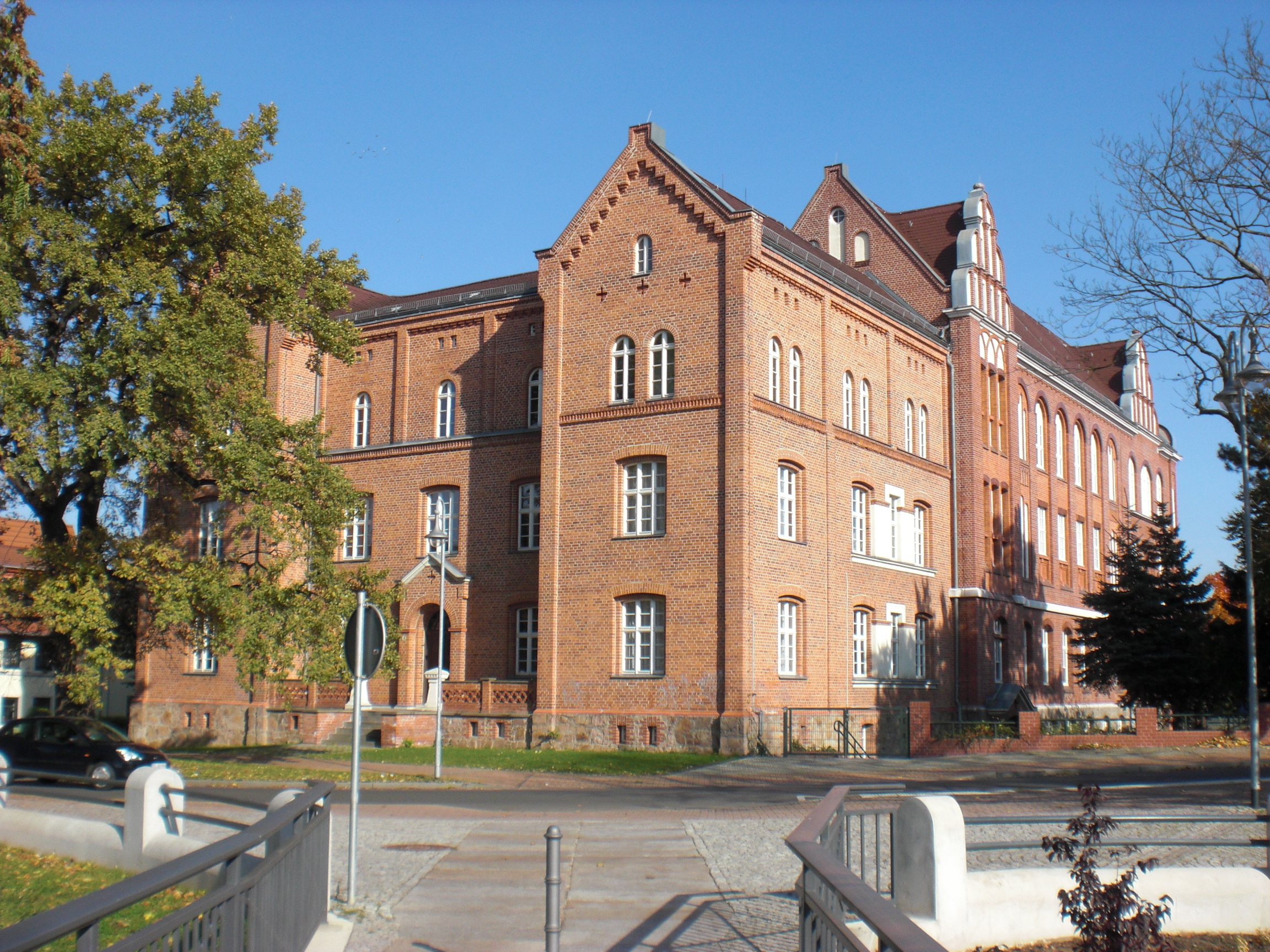
El gimnàs Christian Gottfried Ehrenberg de Delitzsch (Alemanya).

Un gimnàs o gymnasium (en alemany Gymnasium, plural: Gymnasien) és una escola d'educació secundària a molts països europeus. És equivalent al lycée`` de França i a la grammar school de la Gran Bretanya. El gimnàs es considera una preparació per a l'educació superior a molts països, amb el mateix sistema escolar des de la Reforma Protestant, al segle xvi. Entre d'altres, a Alemanya, Escandinàvia, els països bàltics i Benelux.

## Generalitats
La paraula gymnasium es feia servir a l'antiga Grècia i descrivia un lloc on s'instruïa en l'esport, les arts i les ciències. El gymnasium només era per als homes joves.
El primer sistema general d'educació va ser elaborat i formulat a Saxònia l'any 1528. Aquest sistema va ser desenvolupat per a estudiants brillants entre els 10 i els 13 anys.
En l'actualitat el gimnàs és mixt, accepta homes i dones i serveix per preparar els estudiants per a la universitat.
Les tres branques tradicionals de l'ensenyament al gimnàs són:
- Humanitats, especialitzant-se en llengües clàssiques.[2]
- Llengües modernes, els estudiants han d'haver après dos o tres idiomes com a mínim.
- Matemàtiques i ciències.

Molts gimnasos s'especialitzen també en l'aprenentatge de l'economia, la música, les arts i els esports.
La high school dels Estats Units d'Amèrica no és equivalent a un gimnàs. Alemanya, Suïssa i Àustria no reconeixen el diploma atorgat per una high school, amb poques excepcions (quan els alumnes han assolit una puntuació determinada i han optat per certa combinació d'A-levels). Per a alumnes amb un diploma d'educació secundària no equivalent a un abitur (batxillerat), Alemanya, Àustria i Suïssa tenen l'anomenat studienkolleg, una mena de preuniversitari.

## Per països

### Alemanya
En el cas d'Alemanya, els alumnes estudien alemany, matemàtiques, física, química, geografia, música, biologia, religió, ciències socials i altres assignatures. Com a requisit per graduar-se, s'exigeix que els alumnes hagin après durant la seva estada al gimnàs almenys dues llengües estrangeres, sent les més populars l'anglès, el francès, el llatí i l'espanyol. A Alemanya, el gimnàs té una durada de nou anys, però darrerament s'ha començat a reduir-lo a vuit. El diploma de graduació es diu abitur i permet als titulats estudiar en qualsevol universitat europea sense necessitat d'exàmens d'accés, com ara la selectivitat espanyola. En el cas dels alumnes espanyols, han de tenir la selectivitat per poder accedir a una universitat alemanya.

### Països Baixos
Als Països Baixos, el gimnàs té una durada de sis anys, durant els quals els alumnes estudien les mateixes matèries que a Alemanya, però també cursen grec antic i llatí.

### Suïssa
A Suïssa el gymnasium o kantonsschule (escola cantonal) acaba amb la matura, que és equivalent a l'abitur alemany. El 2008 hi havia 170 centres amb un total de 63.400 estudiants. Hi ha més dones que homes estudiant als centres suïssos.

### Àustria
A Àustria, hi ha el gymnasium i el realgymnasium, que tenen una durada de 12 anys en total. En graduar-se l'alumne rep la matura, que és equivalent a la matura suïssa i a l'Abitur alemany.

### Itàlia
A Itàlia, els primers dos anys d'escola són anomenats gymnasium si l'escola triada per l'estudiant és un institut amb el programa clàssic, o una escola secundària particular enfocada cap a l'ensenyament de llatí, grec antic i literatura.

## Països amb gimnasos
- Argentina, acaba amb el títol de batxiller superior humanista universitari
- Belarús
- Bulgària
- Bòsnia i Hercegovina, acaba amb la matura
- Croàcia, acaba amb la matura
- República Txeca, acaba amb la maturita
- Dinamarca
- Estònia
- Finlàndia
- Alemanya, acaba amb l'abitur
- Hongria, acaba amb la matura
- Israel té escoles anomenades gymnasium a:Tel-Aviv, Rishon lezion, Jerusalem i Haifa
- Itàlia
- Liechtenstein, acaba amb la matura
- Letònia
- Lituània
- Luxemburg, acaba amb la matura
- Països Baixos
- Polònia
- Sèrbia, acaba amb la matura
- Eslovàquia, acaba amb la matura
- Eslovènia, acaba amb la matura
- Suècia
- Suïssa, acaba amb la matura
- Diverses auslandsschule a tot el món (escoles alemanyes a l'estranger)